# Posiwatu
Posiwatu is een bestuurslaag in het regentschap Lembata van de provincie Oost-Nusa Tenggara, Indonesië. Posiwatu telt 267 inwoners (volkstelling 2010).